# Storia della nefrologia

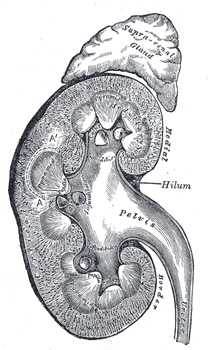
Sezione del rene

La storia della nefrologia vuol essere il dipanarsi dello studio medico e delle terapie inerenti al rene nel corso dei secoli.

## Definizione di nefrologia
La nefrologia (dal greco nephrós, "rene", e lógos, "studio") è la branca della medicina che si occupa della prevenzione e cura delle malattie dei reni e delle vie urinarie con approccio di tipo internistico.

Tecniche dialitiche

Spesso, la nefrologia è stata confusa o assimilata all'urologia, ma già nel 1845, Émile Fabre distingueva il ruolo del nefrologo da quello dell'urologo affermando nel suo Dictionnaires de Medicine:
(Emile Fabre)
Infatti il nefrologo studia il rene dal punto di vista anatomico e fisiopatologico ed è, inoltre, lo specialista che si occupa anche di ipertensione arteriosa, di anemia, dei disordini idro-elettrolitici, dell'equilibrio acido-base e del metabolismo calcio-fosforo, alterazioni tutte che si possono verificare in corso di insufficienza renale acuta o cronica. Eppure, solo nella metà del secolo scorso la nuova specialità ha raggiunto piena autonomia, arricchendo le conoscenze mediche con scoperte di fisiologia e di fisio-patologia, inventando e utilizzando tecniche come la terapia dialitica, in grado di garantire lunghi anni di vita al paziente nefropatico pur in mancanza di funzione renale.

## La nefrologia dalle origini ai nostri giorni

### Visione biblica del rene
Nella Bibbia, i reni vengono visti come la sede della coscienza, come fonte di moralità e di etica e venivano associati agli aspetti più profondi della personalità. In alcuni passi del Vecchio Testamento, Dio riconosce la natura dell'uomo attraverso l'osservazione del cuore e dei reni, il cui grasso, tra gli altri, veniva considerato di grande valore per i sacrifici poiché simboleggiava opulenza.

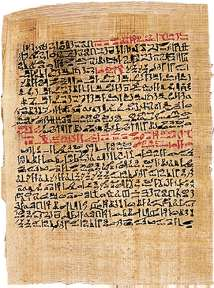
Papiro di Ebers

(Antico Testamento)
(Antico Testamento)
(Antico Testamento)

### Nell'Antico Egitto
Nel Papiro di Ebers, il più fornito e ben conservato dei dodici papiri medico chirurgici, risalente al 1552 a.C. si possono ritrovare i primi riferimenti alla nefropatia diabetica riconosciuta sotto il sintomo di eccesso di urina. Questo 
primo libro di medicina è lungo 20 metri e alto 30 centimetri e fu scoperto a Thebes nel 1862. Il papiro sembra che appartenesse ad una biblioteca nel tempio di Imhotep, fondatore della scienza medica egizia, divinizzato come il dio Asclepio. Nel Papiro sono riportate anche quindici ricette per la cura del diabete e a queste prescrizioni mediche si univa il rituale mistico, religioso e magico. Gli ingredienti principali di questi infusi erano: resine, datteri, miele, orzo, semi di lino, lievito di birra e a volte anche la stessa urina.

### Ai tempi di Ippocrate
La medicina degli antichi greci risentì dell'influenza di molte civiltà: egizia, mesopotamica, fenicia e minoica. Fu, però, Ippocrate di Kos (Kos 460 A.C.-Larissa 377 A.C.) a rivoluzionare il concetto di medicina distinguendolo dalla teurgia e dalla filosofia. La sua opera si fonda su tre cardini: 
1. il paziente, entità psicomotoria;
2. la malattia, governata da regole;
3. il medico, aiutante della natura e servo dell'arte medica.[7]

Teoria dei Quattro Umori

Ippocrate considerò l'urina un derivato del sangue: uno dei quattro umori (gli altri erano il flegma, la bile gialla e la bile nera o atrabile). L'analisi dell'urina non si fermò alla semplice osservazione dell'aspetto (uroscopia), ma furono eseguiti studi meticolosi su colore, densità, odore e sapore. Così, i diversi aspetti dell'urina furono classificati in tenuis, crassa, albicans, biliosa, rubra, aeruginosa, varia” rispettivamente “limpida, torbida, biancastra, verdastra, rossa, bruna, con aspetto differente”. 
Nel Corpus Hippocraticum, inoltre, in base all'escrezioni urinarie vengono analizzate le patologie secondarie alle lesioni del rene e delle vie urinarie e si ipotizza, anche, una teoria sulla formazione dei calcoli renali valida ancora oggi. Per la prima volta vengono differenziate le patologie del tratto urinario inferiore da quello superiore.
Di seguito, alcune straordinarie intuizioni di Ippocrate in campo nefrologico:
(Ippocrate)
(Ippocrate)
(Ippocrate)
(Ippocrate)
(Ippocrate)

### Nel pensiero di Galeno
Galeno, (Pergamo, Asia minore 130 D.C.- Roma 216 D.C.) considerò il rene come un filtro formato da due seni, separati da una membrana contenente numerosi e piccoli fori. Nel seno superiore confluivano l'arteria e le vene emulgenti (vene dell'apparato urinario), mentre nel seno inferiore veniva raccolta l'urina che vi filtrava. Grazie agli ureteri e con l'aiuto del vapore, l'urina veniva poi condotta in vescica. Galeno dedicò all'osservazione dell'urina, per lui residuo della digestione, il trattato “De urinis” in cui approfondì anche l'aspetto del sedimento urinario. I suoi principi di anatomia, basati sullo studio dei maiali e delle scimmie, forniscono, secondo il suo pensiero, anche la spiegazione di come il rene potesse svolgere il compito di liberare il sangue da quella “urina interna” formata dal fegato nel corso della digestione.

### Nella medicina Araba

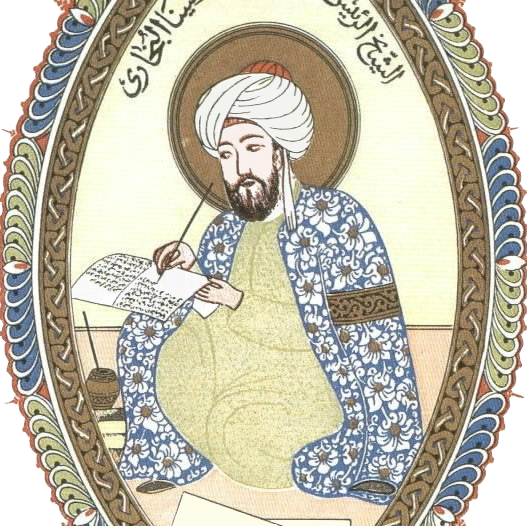
Avicenna

Dopo la caduta dell'Impero Romano d'Occidente, l'Uroscopia visse un nuovo interesse nella Medicina bizantina e in quella araba. Quest'ultima può essere divisa in due epoche: la prima si colloca in Egitto sotto l'influenza dei cristiani nestoriani che diffusero la medicina greca, mentre nella seconda i medici arabi crearono il loro sistema medico in modo logico e ben strutturato, aggiungendo osservazioni originali alle traduzioni degli scritti di Ippocrate e di Galeno. Nell'opera di Susruta, vissuto nel IV secolo d.C., vengono descritte più di 1220 malattie incluso il diabete la cui diagnosi si basava sull'interrogatorio del paziente, sull'esame dei cinque sensi e del polso e, infine, sul sapore dell'urina.
Anche Abu ali al-Husayn detto Avicenna, (980-1037), autore del “Canone della Medicina” descrisse il diabete e suggerì rimedi per stimolare la produzione di sudore, consigliando ai suoi pazienti l'esercizio fisico, bagni tiepidi e vino aromatico.
Nei suoi scritti Avicenna affermava che:
(Avicenna)

### Dal Medioevo all'Umanesimo
Durante tutto il medioevo ed il rinascimento, la Nefrolitiasi fu l'argomento di nefrologia meglio conosciuto insieme all'esame delle urine che rappresentava l'approccio diagnostico principale per la diagnosi delle malattie interne. La nefrologia nel medioevo si identifica con la Scuola Medica Salernitana, le cui origini risalgono al X secolo. Fu proprio a Salerno, che Costantino l'Africano (1015-1087) tradusse il libro “De urinisi” basato sull'uroscopia e scritto da Isaac Judaeus. Altri numerosi riferimenti alla patologia renale si trovano nel "Passionarius Galeni" del maestro salernitano Gariopontus, che descrisse i sintomi dei calcoli renali e vescicali con riferimenti alla litotomia. Il contributo di più grande valore sull'interpretazione dell'esame dell'urina nella diagnosi medica si deve al medico francese, educato a Salerno, Gilles de Corbeil (1165-1213) con la sua opera "Carmina de Urinarum", considerata una pietra miliare nell'interpretazione dell'esame dell'urina nella diagnosi medica.

### L'influenza italiana in Spagna (XII-XVI secolo)
Nel medioevo molti medici salernitani lavorarono in Catalogna e la città di Valencia divenne la città con la più importante università spagnola di medicina nel corso del XV e XVI secolo. Francisco Diaz fu probabilmente il più grande studioso della nefrologia moderna, dedicando tre libri allo studio della litiasi, delle ulcere e delle piaghe renali oltre che alle cause dell'infiammazione e dell'ematuria. Egli affermò l'importanza dell'autopsia per scoprire le cause della morte.

### In Asia
Nella antica medicina cinese la funzione escretiva del rene fu attribuita alla vescica. La debolezza del rene che origina dalla somatizzazione della depressione fu curata con l'agopuntura lungo il canale renale. La relazione tra l'arteriosclerosi e l'assunzione di grandi quantità di sale, descritta nel III secolo a.C., può essere considerato il più antico riferimento alla nefrologia nella medicina orientale. Il sopravvento della medicina occidentale si affermò con i grandi viaggi dell'ammiraglio Cheng Ho che introdusse in Cina anche nuove erbe e medicinali minerali.

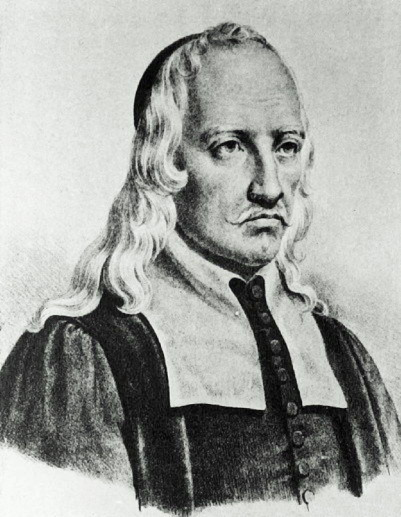
Giovanni Alfonso Borelli

### Dal XVII al XX secolo
Fra i primi veri conoscitori dell'anatomia umana, Giovanni Alfonso Borelli (1608-1679) nel “De renum usu iudicium” affermò che l'urina si formava a livello dei reni per separazione dal sangue delle “sierosità superflue”. Per Borelli l'organismo è una macchina perfetta e precise leggi fisiche ne regolano le funzioni.
Negli stessi anni, Marcello Malpighi (1628-1694) nella sua opera “De renibus” considerò i reni come un insieme di piccoli follicoli membranosi da cui partono dei tubuli che portano l'urina, formata per segregazione, in un condotto che costituisce l'uretere.
Lorenzo Bellini (1643-1704) studiò a lungo l'anatomia dei reni, descritta in modo dettagliato nell'”Exercitatio de structura et usu renum”.
John Rollo (1749-1809) fu il primo ad usare il termine di diabete mellito, capendo che la riduzione dello zucchero nel sangue portava ad un miglioramento della sintomatologia.

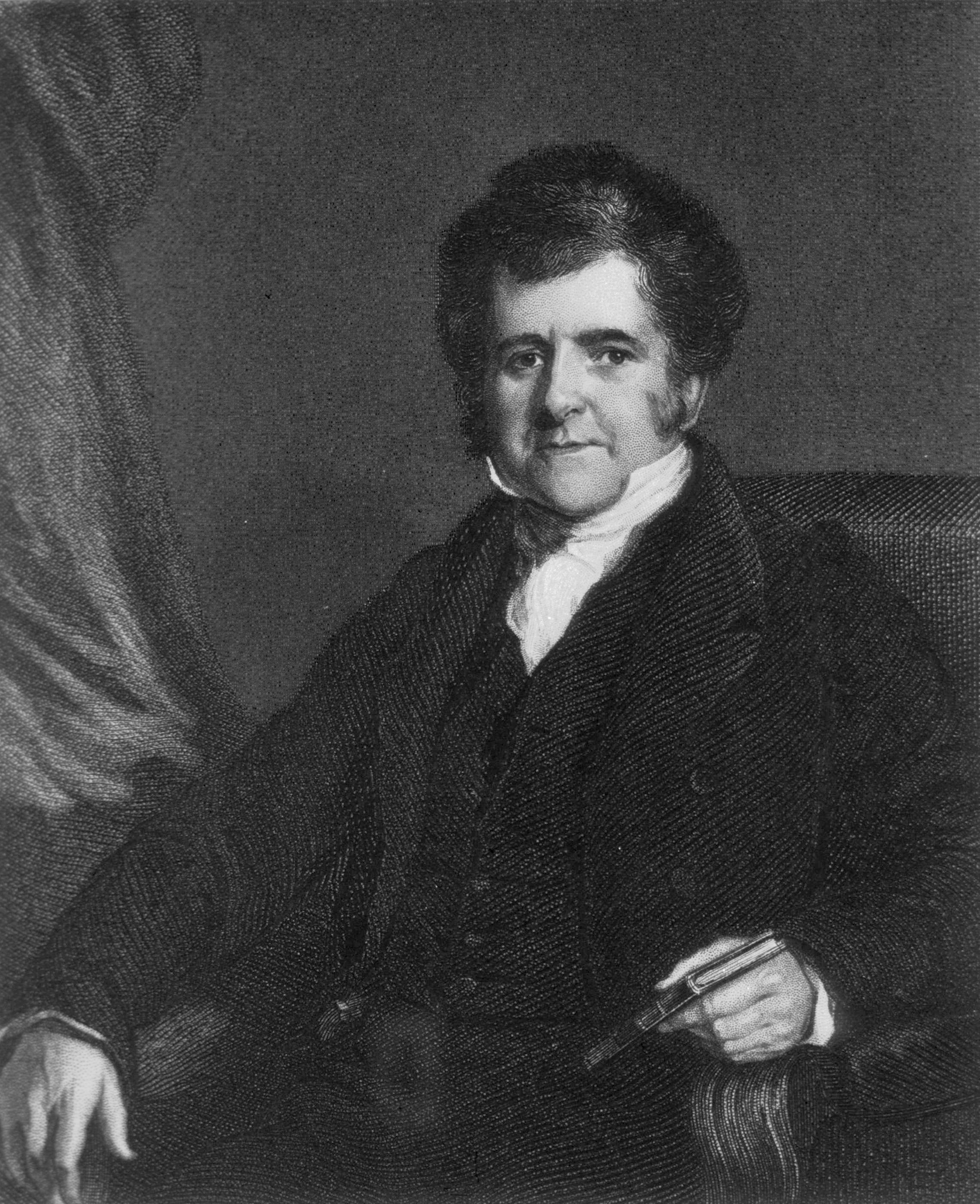
Richard Bright

Nel 1869 il tedesco Paul Langerhans scoprì le cellule del pancreas che da lui prendono il nome di isole di Langerhans e che, in seguito, furono identificate come la sede della produzione dell'insulina.
Richard Bright (1789-1858) fu il primo a ritrovare le proteine nelle urine e diede un grande impulso a tutta la scuola tedesca che con scienziati quali Simon Nasse, Henle e Frerichs identificò i costituenti del sedimento urinario.
Richard Bright ebbe il merito di associare la presenza di proteinuria, edema e polso duro a reperti anatomici di ipertrofia cardiaca e di rene grinzo, gettando le basi per le moderne teorie sulla patologia cardio-vascolare. 
Quasi negli stessi anni, il chirurgo William Bowman (1816-1892) intuì, attraverso degli studi effettuati al microscopio sui tessuti umani, che i glomeruli (la cui capsula prende il suo nome) e i tubuli rappresentvaano un'unica entità funzionale.
Friedrich Theodor Frerichs (1819-1885) dimostrò che l'iniziale lesione della malattia di Bright (albuminuria) era dovuta ad un danno glomerulare. Poi, con la scoperta dell'oftalmoscopio ad opera di von Graefe si poté collegare alla malattia di Bright una particolare retinite albuminurica.La conferma delle scoperte di Bright da parte di altri autori orientò la ricerca verso le malattie dei piccoli vasi in corso di danno renale. Negli anni seguenti, l'invenzione di strumenti per misurare la pressione arteriosa ad opera di Scipione Riva Rocci (1863-1937) e Heinrich von Recklinghausen (1867-1942) consacrò la relazione esistente tra ipertensione arteriosa e rene grinzo. Così, Franz Volhard e Theodor Fehn poterono classificare la malattia di Bright in tre forme maggiori denominate: malattie degenerative o nefrosi, malattie infiammatorie o nefriti, malattie arteriosclerotiche o sclerosi.Questa classificazione, seppur modificata negli anni, rimane accettabile ancora oggi. Lungo tutto il Novecento, la ricerca in campo nefrologico è stata molto proficua anche grazie all'introduzione di tecniche sperimentali di perfusione in vivo e in vitro che hanno chiarito i singoli meccanismi di trasporto cellulare e di membrana a livello dei diversi segmenti dei tubuli renali. L'avvento della biopsia renale e l'approfondimento delle conoscenze istologiche ha consentito di diagnosticare e curare la maggior parte delle patologie renali acute e di rallentare l'evoluzione verso l'uremia terminale delle nefropatie croniche. Negli anni sessanta, l'avvento delle tecniche dialitiche in grado di depurare il sangue del paziente nefropatico dalle tossine uremiche, di correggere gli squilibri idro-elettrolitici e acido-base hanno consentito a milioni di pazienti nel mondo di vivere dignitosamente anche in assenza di funzione renale, in attesa, quando possibile, di un trapianto renale..
Oggi, l'obiettivo dichiarato dal Presidente della Società Internazionale di Nefrologia Giuseppe Remuzzi è quello di debellare entro il 2020 i milioni di morti nel mondo per insufficienza renale acuta.